# Gasparilla Bowl 2017
Match précédent Match suivant
Le Gasparilla Bowl 2017 est un match de football américain de niveau universitaire joué après la saison régulière de 2017, le 21 décembre 2017 au Tropicana Field à St. Petersburg dans l'état de Floride aux États-Unis.
Il s'agit de la 10e édition du Gasparilla Bowl (anciennement dénommé St. Petersburg Bowl).
Le match met en présence les équipes des Owls de Temple issus de la American Athletic Conference et des Panthers de FIU issus de la Conference USA.
Il débute à 20 heures locales et est retransmis en télévision sur ESPN.
Sponsorisé par la société Bad Boy Mowers (entreprise de fabrication de tondeuses à gazon), le match est officiellement dénommé le Bad Boy Mowers Gasparilla Bowl 2017.

## Présentation du match
| Équipes                   | Conférences | Entraîneurs        | Stats. saison rég. | Classements avant le bowl (CFP/AP/Coaches) |
| ------------------------- | ----------- | ------------------ | ------------------ | ------------------------------------------ |
| Owls de Temple            | AAC         | Geoff Collins (en) | 6 - 6              | NC                                         |
| Panthers de FIU           | C-USA       | Butch Davis (en)   | 8 - 4              | NC                                         |
| Arbitre : Tim O'Dey (MAC) |             |                    |                    |                                            |

Il s'agit de la toute 1re rencontre entre ces deux équipes.

### Owls de Temple
Avec un bilan global en saison régulière de 6 victoires pour 6 défaites, Temple est éligible et accepte l'invitation pour participer au Gasparilla Bowl de 2017.
Ils terminent 3e de la East Division de la American Athletic Conference derrière no 10 UCF et no 23 South Florida, avec un bilan en division de 4 victoires pour 4 défaites.
À l'issue de la saison 2017, ils n'apparaissent pas dans les classements CFP , AP et Coaches.
Il s'agit de leur 1er apparition au Gasparilla Bowl, leur 3e bowl consécutif (sur un total de 7).

### Panthers de Florida International
Avec un bilan global en saison régulière de 8 victoires pour 4 défaites, FIU est éligible et accepte l'invitation pour participer au Gasparilla Bowl de 2017.
Ils terminent 2e de la East Division de la Conference USA derrière Florida Atlantic, avec un bilan en division de 5 victoires pour 3 défaites.
À l'issue de la saison 2017 (bowl compris), ils n'apparaissent pas dans les classements CFP , AP et Coaches.
Il s'agit de leur 2e participation au Gasparilla Bowl. Il s'agit de leur 3e bowl de leur histoire, ayant remporté le Little Caesars Pizza Bowl 2010 34 à 32 contre Toledo et perdu 20 à 10 le Gasparilla Bowl 2011 des œuvres de Marshall.

## Résumé du match
Début du match à 20 h 5, fin à 23 h 42 pour une durée totale de jeu de 3 heures et 37 minutes.
Températures : 21 °C, pas de vent joué en stade fermé.
| QT          | Temps       | Drive       | Drive       | Drive       | Équipe      | Description de l'action | Score | Score |
| QT          | Temps       | Jeux        | Yards       | TDP         | Équipe      | Description de l'action | TEM   | FIU   |
| ----------- | ----------- | ----------- | ----------- | ----------- | ----------- | --- | ----- | ----- |
| 2           | 11:45       | 7           | 68          | 03:08       | TEM         | TD à la suite d'une course de 4 yards par QB Nutile Frank + 1 point de conversion par K Boumerhi Aaron                                   | 7     | 0     |
| 3           | 03:12       | 12          | 62          | 04:13       | FIU         | FG de 27 yards par K Borregales, J | 7     | 3     |
| 3           | 00:28       | 7           | 75          | 02:44       | TEM         | TD à la suite d'une course d'1 yard par RB Hood David + 1 point de conversion par K Boumerhi Aaron                                       | 14    | 3     |
| 4           | 07:26       | 5           | 93          | 01:48       | TEM         | TD de 45 yards par WR Wright Isaiah à la suite d'une réception de passe de QB Nutile Frank + 1 point de conversion par K BoumerhiI Aaron | 21    | 3     |
| 4           | 03:54       | 5           | 23          | 02:09       | TEM         | TD à la suite d'une course de 5 yards par RB Armstead R. + 1 point de conversion par K BoumerhiI Aaron                                   | 28    | 3     |
| Score final | Score final | Score final | Score final | Score final | Score final | Score final | 28    | 3     |

## Statistiques
| Meilleur joueur (MVP) |        |       |
| Nom                   | Équipe | Poste |
| Nutile Frank          | Temple | QB    |

| Statistiques par équipe                |                                                       |                                                          |
| Statistiques                           | TEM                                                   | FIU                                                      |
| 1er down                               | 20                                                    | 25                                                       |
| 1er down à la course                   | 7                                                     | 5                                                        |
| 1er down à la passe                    | 11                                                    | 11                                                       |
| 1er down suite pénalité                | 2                                                     | 4                                                        |
| Conversion de 3e down                  | 4/12                                                  | 4/15                                                     |
| Conversion de 4e down                  | 3/3                                                   | 1/1                                                      |
| Jeux–yards gagnés                      | 69 jeux pour 395 yards gagnés                         | 74 jeux pour 257 yards gagnés                            |
| Yards à la course Moy. Yards/course    | 41 courses pour 141 yards Moyenne de 3,4 yards/course | 40 courses pour 88 yards Moyenne de 2,2 yards par course |
| Yards à la passe                       | 254                                                   | 169                                                      |
| Passes : Réussies-Tentées-Interceptées | 18/28 passes complétées, 0 interception               | 17/34 passes complétées, 2 interceptions                 |
| Réussite en zone rouge/chances         | 3/3                                                   | 1/1                                                      |
| TD                                     | 4                                                     | 0                                                        |
| Field Goals                            | 0/0                                                   | 1/2                                                      |
| Sacks (Nombre-Yards gagnés)            | 7 pour 38 yards adverses perdus                       | 1 sack pour 7 yards adverses perdus                      |
| Fumbles (Nombre/Perdus)                | 2/1                                                   | 1/1                                                      |
| Pénalités (Nombre/Yards perdus)        | 10 pour 86 yards perdus                               | 6 pour 59 yards perdus                                   |
| Temps de possession                    | 29:52                                                 | 30:08                                                    |

| Statistiques individuelles |                 |                                                                          |
| Quaterbacks                |                 |                                                                          |
| TEM                        | NUTILE, Frank   | 18/28 passes complétées, 0 interception, 1 TD, 1 sack subi               |
| FIU                        | ALEXANDER, M.   | 16/33 passes complétées, 2 interceptions, 0 TD, 7 sacks subis            |
| Meilleurs coureurs         |                 |                                                                          |
| TEM                        | HOOD, David     | 14 courses pour 76 yards nets gagnés, 1 TD , moyenne de 5,4 yards/course |
| FIU                        | MAXWELL, N.     | 11 courses pour 52 yards nets gagnés, 0 TD, moyenne de 4,7 yards/course  |
| Meilleurs receveurs        |                 |                                                                          |
| TEM                        | KIRKWOOD, Keith | 6/7 passes réceptionnées pour 96 yards, 0 TD                             |
| FIU                        | MALONEY, Austin | 3/4 passes réceptionnées pour 42 yards, 0 TD                             |
| Meilleurs tackleurs        |                 |                                                                          |
| TEM                        | RANDALL, Delvon | 7 tacles en solo,                                                        |
| FIU                        | WINT, Anthony   | 11 tacles dont 10 en solo, 1 touché pour perte adverse de 2 yards        |